# Bicosta
Bicosta Leadbeater, 1978 ist eine Gattung von Kragengeißeltierchen (Choanomonada, auch Choanoflagellata).

## Arten
Gattung Bicosta B.S.C.Leadbeater, 1978
- Spezies Bicosta antennigera Moestrup, 1979[3][4][5][2]
- Spezies Bicosta minor (Reynolds) Leadbeater, 1978[3][4][5][2][6] mit Synonym Salpingoeca minor Reynolds, 1976[6][7] und Salpingoeca virgata Parke & Leadbeater, 1977[7]
- Spezies Bicosta spinifera (Throndsen) Leadbeater, 1978 (Holotyp)[3][4][5][2][7][8][9][1] mit Synonym Salpingoeca spinifera Throndsen, 1970[7]

## Beschreibung

### Bicosta antennigera
Die Lorica ist bei dieser Art ohne quer verlaufende Costae (Rippen), vordere Stacheln oder Dornen (englisch spines) sind aus zwei Costa-Streifen gebildet. Die Länge der Lorica beträgt ca. 60 µm. Die Art ist im Arktischen Ozean, Nordatlantik, Skagerrak, Ostsee, Pazifik und im Antarktischen Ozean verbreitet. Die Individuen leben solitär ohne Kolonien zu bilden.

### Bicosta minor
Die Lorica dieser Art sind ohne transversale Costae, die vordere Stacheln/Dornen werden von zwei Costa-Streifen gebildet. Die Lorica-Länge beträgt  26–41 µm (im Mittel 31 µm), nach anderen Angaben 30–45 µm. Die Lorica besteht aus sieben Rippenstreifen (englisch costal strips), die in Form von zwei Längsrippen (Costae) und einem hinteren Stachel (englisch spine) angeordnet sind; dabei gibt es auch Querrippen (Tranversal-Costae). Jede Längscosta enthält drei aufeinanderfolgende Rippenstreifen, und der oberste Rippenstreifen läuft zu einer spitzen Spitze aus und dient als vorderer Stachel. Die beiden vorderen Stacheln sind fast gleich lang (9,5–17,5 µm; Mittelwert 12,7 µm). Die von der Lorica umschlossene Kamme (Loricakammer) ist 9,3–13,1 µm lang (Mittelwert 10,9 µm).
Der hintere Stachel ist fast gerade oder einfach gebogen und läuft zu einem spitzen Ende aus. Er ist mit 7,7–13,6 µm Länge (Mittelwert 10,0 µm) kürzer als der vordere.
Ursprünglich (1980) wurde eine gewissen Verdrehung der Längsrippen als wichtiges kennzeichnendes Merkmal von B. spinifera angesehen; und B. minor wurde im Gegensatz dazu als eine Art ohne eine solche Verdrehung angesehen. In der Bucht von Osaka waren jedoch die Längsrippen einiger kleiner Organismen, die klar B. minor zugeordnet werden konnten, wie die von B. spinifera gedreht. Auch in der Größe der vorderen Stacheln gibt es keine wesentlichen Unterschiede zwischen B. minor und B. spinifera. Die Loricakammer ist jedoch bei B. spinifera etwas größer als bei B. minor, noch deutlicher ist dieser Größenunterschied bei den hinteren Stacheln. Der hintere Stachel von B. spinifera ist an seinem distalen Ende charakteristisch S-förmig und wesentlich länger als einer der beiden ungleich langen vorderen Stacheln.
Kleine, etwas verdrehte Organismen entsprechen daher B. minor und nicht der Typusart B. spinifera.
Außerdem sind die Verdrehungsarten bei B. minor anders als bei B. spinifera: Bei B. spinifera verdrehen sich die Längsrippen in Richtung von rechts unten nach links oben und kreuzen sich auf Höhe der vorderen Längsrippenstreifen, die die Loricakammer bilden. Bei B. minor hingegen steigt die Spirale von links unten nach rechts oben an, und die Längsrippen kreuzen sich auf der Höhe der hinteren Rippenstreifen der Loricakammer.
Direkte Beweise für die Replikation der Lorica sind leider rar gesät. Insgesamt sind die neu gebildeten Rippenstreifen, die im Mutterprotoplasten synthetisiert und gespeichert werden, entgegengesetzt zu den entsprechenden Rippenstreifen der Mutterloricae ausgerichtet. In früheren Untersuchungen wurde bei anderen Mitgliedern der Familie Acanthoecidae beobachtet, dass die neu gebildeten Rippenstreifen vor der Zellteilung nach außen abgegeben und an der Vorderseite des Mutterprotoplasten angehäuft werden; bei B. minor können diese Rippenstreifen vor der Zellteilung aber weder freigesetzt noch außerhalb des Mutterprotoplasten akkumuliert werden.
Zuerst werden die vorderen Rippenstreifen der Loricakammer gebildet, gefolgt von den hinteren Rippenstreifen der Loricakammer, dann die vorderen Stacheln und schließlich der hintere Rippenstreifen der Stacheln.
Die Bildung der Rippenstreifen der Loricakammer geht also der Bildung der Stachelstreifen voraus, was offenbar sowohl für B. spinifera, als auch für B. minor gilt.
Die Individuen von B. minor leben solitär und sind weltweit verbreitet (kosmopolitisch).
Eine Untersuchung in der Bucht von Osaka ergab, dass die Wassertemperatur dort während des gesamten Untersuchungszeitraums zwischen 8,2 und 26,2 °C schwankte. Bicosta minor war selbst im Dezember und Januar, wenn die Wassertemperatur bei etwa 10 Grad Celsius lag, reichlich vorhanden und häufig. Diese Art wurde generell fast überall auf der Welt gefunden, wo die Temperatur zwischen −1 und 26,2 °C liegt, scheint aber bei Temperaturen unter 4 °C weniger häufig aufzutreten. Am häufigsten ist diese Spezies bei gemäßigten Temperaturen anzutreffen.

### Bicosta spinifera
B. spinifera  ist weit verbreitet. Sie lebt ebenfalls solitär.
Die Y-förmige Lorica, ist 57–66 µm lang, im Mittel etwa 61 µm, nach anderen Angaben 50–80 µm.
Sie besteht aus nur sieben Rippenstreifen (englisch costal strips), die als zwei Längs-Costae (englisch longitudinal costae)  und ein hinterer Stachel (englisch spine) angeordnet sind, woraus sich die Y-Form ergibt.
Es ist keine Transversal-Costa (englisch transverse costa) vorhanden.
Jede Längscosta enthält drei aufeinanderfolgende Rippenstreifen. Der apikale (an der Spitze gelegene) Rippenstreifen ist 11–19 µm lang. Er läuft nach vorne spitz zu und dient auf diese Weise als Stachel.
Die vorderen Stacheln sind dabei ungleich lang.
Die Loricakammer ist 13,5–17,0 µm lang (im Mittel etwa 15,4 µm). Sie besteht aus den hinteren Paaren der Längs-Costae, die jeweils aus zwei Rippenstreifen (costal strips)  zusammengesetzt sind. Diese Längsrippen sind verdreht (twisted).
Die Rippenstreifen der vorderen Loricakammer sind mit einer Länge von 7,4–8,3 µm meist etwas kürzer als die hinteren mit 7,4–10,0 µm.
Der hintere Stachel ist 18–32 µm lang (im Mittel ca. 24,5 µm) und läuft zu einer feinen Spitze aus.
Er ist länger als die vorderen Stacheln und endet in einem charakteristischen S-förmigen distalen Ende.

## Viren
Von den aus Metagenomanalysen bekannten mit Choanoflagellaten assoziierten Choanoviren wird angenommen, dass zumindest Choanovirus 1 (ChoanoV1) mit Bicosta minor nicht nur assoziiert ist, sondern diese Spezies als Wirt parasitiert. Es gibt nämlich Anzeichen dafür, dass ChoanoV1 nicht etwa nur zufällig mit anderer Beute von B. minor aufgeschnappt oder direkt als virale Beute einverleibt wurde.

## Phylogenie, Taxonomie, Systematik
Innerhalb der Kragengeißeltierchen wird Bicosta der Ordnung Acanthoecida zugeordnet (AlgaeBase, GBIF, Silva und WoRMS). In früheren Systematiken, vor 2011, entsprach diese der Familie der Acanthoecidae (von dem amerikanischen Algenkundler Richard Earl Norris ursprünglich, nach botanischer Nomenklatur, als Familie Acanthoecaceae beschrieben). Der britische Protozoenforscher Barry Leadbeater teilte im Jahr 2011 die Familie und spaltete dabei eine neue Familie Stephanoecidae ab, in der die Gattung seither unangefochten verblieb. In taxonomischen Verzeichnissen wie dem World Register of Marine Species (dort beruhend auf dem European Register of Marine Species, Bearbeitungsstand 2001) findet sich teilweise noch die veraltete Einstufung in die Acanthoecidae. Einige Verzeichnisse wie das National Center for Biotechnology Information (NCBI) oder Nordic Microalgae des Swedish Meteorological and Hydrological Institute(SMHI) behandeln die Kragengeißeltierchen, wie früher üblich, noch nach botanischen Nomenklaturregeln: Hier wurden die Kragengeißeltierchen ursprünglich als eine Ordnung Craspedomonadales in die Chrysophyceae eingeordnet oder als eigene Klasse Craspedophyceae gefasst. Botanische und zoologische Nomenklatur gehorchen jeweils eigenen Regelwerken (Codes) und stehen mehr oder weniger unverbunden nebeneinander, für viele Gruppen der früheren „Flagellaten“ wurden beide Systeme konkurrierend zueinander verwendet. Für die Kragengeißeltierchen hat sich aber die Verwendung der zoologischen Nomenklatur durchgesetzt.
Eine Lorica bezeichnet bei Protisten (wie Wimpertierchen und Flagellaten verschiedener Taxa) eine Form einer extrazellulären Hülle um die Zelle (seltener der Zellkolonie), die diese einschließt. Eine Lorica kann entweder mit einer Stielregion am Substrat verankert sein oder vom frei schwimmenden Organismus mitgeführt werden. Die Kragengeißeltierchen der Ordnung Acanthoecida sind durch eine Lorica gekennzeichnet, während die der Ordnung Craspedida eine anders aufgebaute, wie bei den Dinoflagellaten als Theka bezeichnete Hüllstruktur besitzen. Kennzeichnend für die Familie Stephanoecidae ist ein besonderer, als tectiform bezeichneter Bau der Lorica bei der (asexuellen) Zellteilung. Dabei werden die Bauelemente (Costae) der neuen Lorica bereits in der Mutterzelle gebildet und der nackten Tochterzelle mitgegeben; bei der zweiten Familie Acanthoecidae werden sie erst in der Tochterzelle neu gebildet (nudiform). Neben die klassische, auf morphologischen Merkmalen (hier vor allem der Zellhülle) beruhenden Taxonomie sind heute phylogenomische, auf dem Vergleich homologer DNA-Sequenzen beruhender Untersuchungsmethoden getreten. Dabei wurde bisher meist die Zweiteilung der Acanthoecida in Stephanoecidae und Acanthoecidae bestätigt, wobei aber immer noch Zweifel an der Monophylie dieser Gruppen bestehen. In einer Arbeit von 2017 wurde mit Bicosta minor erstmals auch eine Art der Gattung Bicosta sequenziert; es ergab sich eine nahe Verwandtschaft zu den Gattungen Acanthocorbis und Cosmoeca; allerdings wird erwartet, dass aufgrund der morphologischen Unterschiede zwischen diesen Gattungen sich das Ergebnis bei Einbeziehung weiterer Taxa wohl noch verändern kann.
Die hier beschriebene Protisten-Gattung Bicosta Leadbeater, 1978 ist ein Homonym der monotypischen Laubmoos-Gattung Bicosta R.Ochyra, 2003 mit der Spezies Bicosta fuegiana (Cardot) Ochyra, 2003 aus der Familie der Klaffmoose (Andreaeaceae), Ordnung Andreaeales, Bryophyta.